# Kristen Gilbertová
Kristen Heather Gilbertová, rozená Strickland (* 13. listopadu 1967 Fall River, Massachusetts) je americká sériová vražedkyně. Bývalá zdravotní sestra byla uznána vinnou ze tří vražd prvního stupně, jedné vraždy druhého stupně a ze dvou pokusů o vraždu pacientů v nemocnici pro válečné veterány v Northamptonu ve státě Massachusetts. Svým obětem navodila srdeční zástavu podáním masivní dávky adrenalinu. Poté pacientům přišla na pomoc a často je i sama resuscitovala. Byla usvědčena pouze ze čtyř vražd, ale spekuluje se, že mohla být odpovědná za 350 či více úmrtí.

## Život
Narodila se jako Kirsten Heather Strickland ve Fall River v Massachusetts 13. listopadu 1967. Byla starší ze dvou dcer Richarda a Claudie Stricklandových. Otec byl vedoucí v elektru a matka Claudia byla žena v domácnosti a učitelka na částečný úvazek. Rodina a přátelé si všimli, že měla Kirsten během dospívání tendence lhát. Také předstírala pokusy o sebevraždu ve snaze manipulovat lidmi. Podle soudních záznamů v dospívání vyhrožovala lidem ve svém okolí násilím.
Maturovala na Groton-Dunstable Regional High School v Grotonu. V roce 1986 nastoupila na Bridgewater State College v Bridgewateru. Po fingovaném pokusu o sebevraždu ji vedení školy nařídilo psychiatrickou léčbu. Kvůli tomu v roce 1987 přestoupila na Mout Wachusett Community College v Gardneru, a poté na Greenfield Community College v Greenfieldu. Získala diplom jako zdravotní sestra a v roce 1988 se stala registrovanou zdravotní sestrou. Později toho roku se provdala za Glenna Gilberta.

### Vraždy
Pacientům způsobila srdeční záchvat tím, že jim injekčně podala velkou dávku adrenalinu, nevystopovatelného srdečního stimulantu. Následně reagovala na spuštěný alarm a často tyto pacienty sama resuscitovala. Známé oběti Gilbertové jsou Stanley Jagodowski (65), Henry Hudon (35), Kenneth Cutting (41) a Edward Skwira (69). V roce 1989 začala pracovat v nemocnici pro válečné veterány v Northamptonu jako zdravotní sestra. Nadřízenými byla popisována jako tichá a bezproblémová. Přestože si ostatní sestry všimly vyššího počtu úmrtí během směn Gilbertové, více se tím nezabývaly a brzy ji z legrace začali přezdívat "Anděl smrti". V roce 1996 tři sestry nahlásily své obavy pro zvyšující se počet úmrtí kvůli srdečnímu záchvatu a současně zvýšené spotřebě adrenalinu, a tak se začalo s vyšetřováním.
Gilbertová krátce nato dala v nemocnice výpověď a nemocnice dostala anonymní hlášení o bombě v nemocnici. Vyšetřovatelům se podařilo zjistit, že to ohlásila Gilbertová a byla proto odsouzena na několik měsíců do vězení. To přišlo vyšetřovatelům vhod, neboť byla bezpečně ve vězení, nemohla dále ubližovat pacientům a oni mohli v klidu pokračovat ve vyšetřování. Přišlo se na to, že Gilbertová udržovala mimomanželský vztah s nemocničním strážníkem Jamesem Perraultem a nouzové situace v nemocnici zneužívala na to, aby získala jeho pozornost. Ačkoliv byla obviněna jen ze čtyř vražd, ostatní zdravotnický personál ji podezříval z více než osmdesáti úmrtí. Perrault nakonec svědčil proti Gilbertové a uvedl, že jednu vraždu mu přiznala během telefonování. Obhajoba argumentovala nedostatkem přímých důkazů. Gilbertová byla uznána vinnou dne 14. března 2001 u federálního soudu. Přestože Massachusetts nepoužívá trest smrti, její zločiny byly považovány za federální a tudíž by byl trest smrti možný. Navzdory této možnosti byla odsouzena na doživotí bez možnosti předčasného propuštění.